# Аавік Прийду Едуардович
Прийду Едуардович Аавік (ест. Priidu Aavik; нар. 22 квітня 1905, Новгород — пом. 22 квітня 1991, Таллінн) — естонський живописець, член Спілки радянських художників Естонії. Лауреат премії Радянської Естонії за 1947 рік, заслужений діяч мистецтв Естонської РСР з 1965 року.

## Біографія
Народився 9 [22] квітня 1905 року в місті Новгороді (нині Великий Новгород, Росія) у багатодітній сім'ї шкільного учителя. Упродовж 1922—1932 років навчався у школі Антса Лайкмаа; у 1934—1938 роках — у школі мистецтв «Паллас» у Тарту у Ніколая Трійка. Після здобуття фахової освіти переїзхав до Таллінна, де заснував власну студію.
У 1939 році поїхав до Парижа, щоб продовжити навчання, але через початок Другої світової війни був змушений повернутися. Влітку 1941 року був мобілізований до Червоної армії. Брав участь у боях під Таллінном і Ленінградом. Згодом переїхав до Ярославля, де був одним із засновників Ярославської спілки естонських художників і Спілки радянських художників Естонії.
Після повернення до Естонії в 1944—1946 роках працював тимчасово виконуючим обов'язки директора Тартуського державного художнього інституту, у 1945—1947 роках — головою правління Спілки радянських художників Естонії, у 1947—1948 роках — головою Спілки радянських художників Естонії. Член ВКП(б) з 1948 року. У 1951—1953 роках — головний художник Естонського павільйону Всесоюзної сільськогосподарської виставки; у 1954—1962 роках — головний художник Виставки народного господарства Естонської РСР.
Помер у Таллінні 22 квітня 1991 року. Похований у Таллінні на цвинтарі «Метсакальмісту».

## Творчість
Працював у галузі станкового живопису. Серед його робіт переважно історичні, пейзажні та ситуаційні картини (здебільшого на теми рибальського життя), виконав також низку портретів. Серед робіт:
- «Рибалки витягують мережі» (1938);
- «Збір повстанців у лютому 1343 року» (1943);
- «Облога замку Хаапсалу» (1943);
- «Похорон партизану» (1945, Естонський художній музей);
- «Гавань» (1947, Естонський художній музей);
- «Партизани у поході» (1950-1957);
- «Події 1905 року у Вігалі»/«Бернард Лайпман» (1956);
- «Будьте прокляті, баре!» (1958);
- «Північне сяйво» (1963, Тартуський художній музей);
- серії робіт, виконаних під час плавання в Атлантиці (1963).

Учасник виставок з 1938 року. Персонально виставка його робіт відбулася у Таллінні у 1965 році.